# NGC 5416
NGC 5416 је спирална галаксија у сазвежђу Волар која се налази на NGC листи објеката дубоког неба.
Деклинација објекта је + 9° 26' 24" а ректасцензија 14h 2m 11,4s. Привидна величина (магнитуда) објекта NGC 5416 износи 13,3 а фотографска магнитуда 14,0. Налази се на удаљености од 82,457 милиона парсека од Сунца. NGC 5416 је још познат и под ознакама UGC 8944, MCG 2-36-14, CGCG 74-52, IRAS 13597+0940, PGC 49991.